# Couthenans
Couthenans är en kommun i departementet Haute-Saône i regionen Bourgogne-Franche-Comté i östra Frankrike. Kommunen ligger i kantonen Héricourt-Ouest som tillhör arrondissementet Lure. År 2022 hade Couthenans 714 invånare.

## Befolkningsutveckling
Antalet invånare i kommunen Couthenans
| Referens: INSEE |